# Carl Gustaf Husberg
Carl Gustaf Husberg, född 25 februari 1794 i Nyköping, död 20 november 1886 i Löts socken, Uppland, var en svensk mekaniker.

## Biografi
Husberg föddes som son till en mjölnare. Som ung arbetade han som dräng vid de av fadern arrenderade kvarnarna. Han sökte sig med sitt intresse för mekanik till Finspångs Mekaniska Verkstad och hamnade efter en tid vid Falu gruva där han blev konststigare 1820, och 1822–1823 genomgick Falu bergsskola. 1839 utnämndes Husberg till konstmästare vid Falu Gruva. Han lät som sådan 1845 konstruera Sveriges första linbana.
Husberg lät även uppföra gruvlaven över Creuz schakt, och Creutz hjulhus, och Husbergs pivot. 1844 tilldelades Husberg "Svensk Bergsmans Hedersmärke för snille och flit" i guld för sina insatser för bruksnäringen. 1850 erhöll han avsked från sin tjänst som konstmästare, men fungerade en tid framöver som konsult vid byggnationer vid gruvan. Kort därpå flyttade han dock till Västmanland, där han under återstoden av sitt liv ägnade sig åt lantbruk och kvarnverksamhet.